# Câmpia Boianului

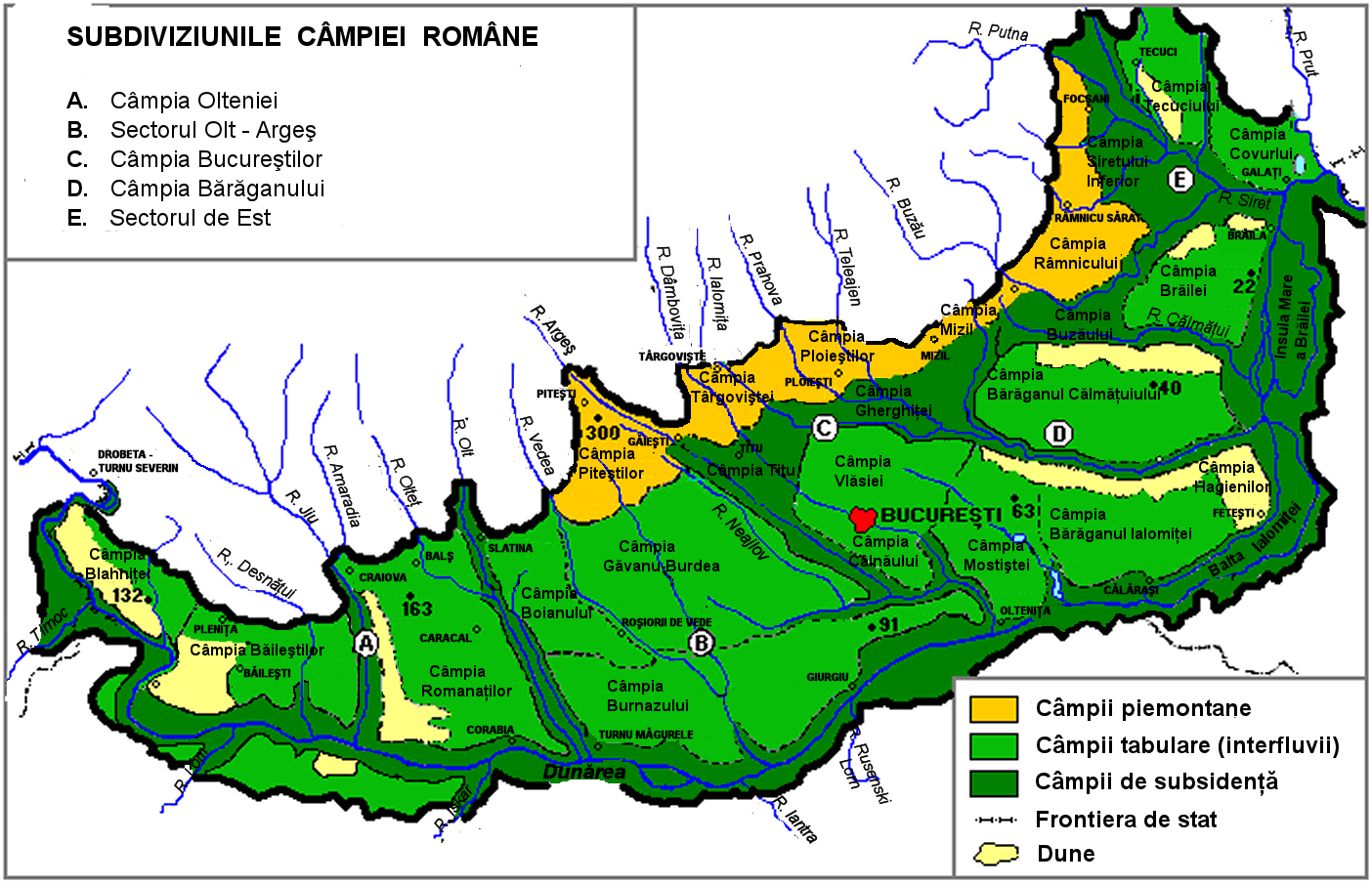
Câmpia Română şi subdiviziunile sale

Câmpia Boianului (sau Câmpia Călmățuiului) este o câmpie din Câmpia Română. Se găsește în Sectorul Olt-Argeș, delimitat de râul Olt în vest și de Argeș în est, alături de Câmpia Piteștilor, Câmpia Găvanu-Burdea și Câmpia Burnazului.